# Broadford, Limerick
Broadford (iriska: Béal an Átha) är en ort i republiken Irland.   Den ligger i grevskapet County Limerick och provinsen Munster, i den sydvästra delen av landet, 210 km sydväst om huvudstaden Dublin. Broadford ligger 105 meter över havet och antalet invånare är 295.
Terrängen runt Broadford är huvudsakligen platt, men västerut är den kuperad. Runt Broadford är det ganska glesbefolkat, med 32 invånare per kvadratkilometer. Närmaste större samhälle är Newcastle West, 12,7 km nordväst om Broadford. Trakten runt Broadford består i huvudsak av gräsmarker.